# Verzilting

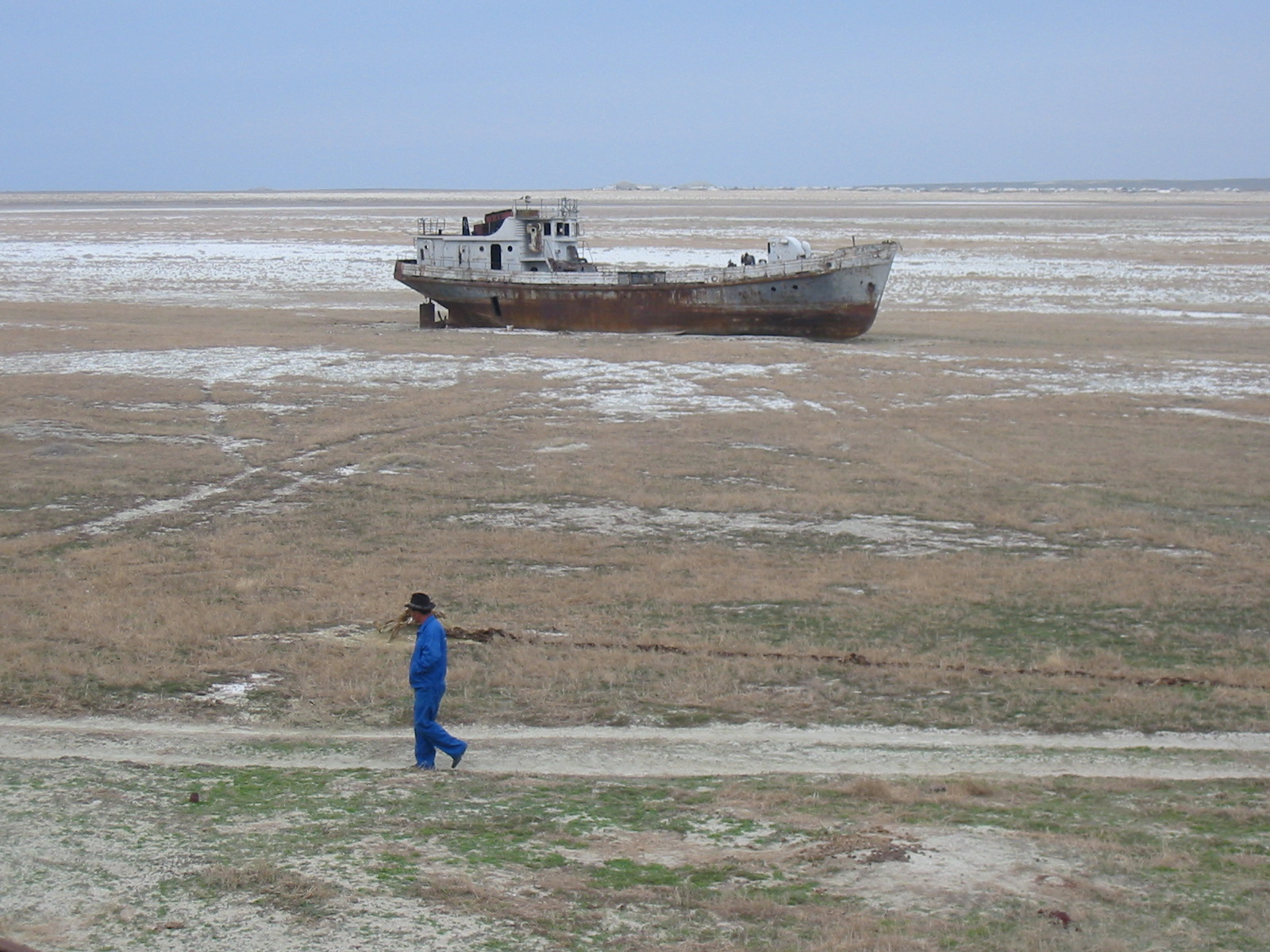
Verzilting van de bodem bij het Aralmeer

Verzilting is het geleidelijk toenemen van het zoutgehalte van  bodem of water. Dat kan komen door overstromingen vanuit zee, door zilte kwel (opwelling) waarbij zeewater via de ondergrond het land binnendringt en/of door onzorgvuldige irrigatiemethoden.
Verzilting van de bodem is al een oud probleem. Het kanaal dat Entemena van Lagasj liet aanleggen rond 2400 v.Chr. leidde al tot grote problemen in de landbouw van Sumer. De verbouw van de zoutgevoelige tarwesoorten werd geleidelijk vervangen door die van de meer zouttolerante gerst.
In Nederland vormt verzilting voornamelijk in het westen een probleem. De laaggelegen polders en droogmakerijen hebben hier het meest mee te maken. Door de ontwatering van deze gebieden neemt de kweldruk vanuit de diepere bodemlagen toe. Deze diepe lagen bevatten brak water. De drinkwaterwinning in het duingebied draagt bij aan verzilting doordat de zoetwaterbel, die onder de duinen ligt, door onttrekking van drinkwater kleiner wordt. Het gevolg is dat zout water vanuit zee gemakkelijker naar het binnenland kan stromen.

## Oplossingen
Om verzilting tegen te gaan worden verschillende strategieën toegepast. Zo wordt het waterpeil van het IJsselmeer in de zomer verhoogd om een grotere zoetwatervoorraad voor landbouw en drinkwater te behouden. Een andere maatregel is het tijdelijk sluiten van dammen in de Zuidwestelijke Delta, wat helpt om zout water via de Nieuwe Waterweg weg te spoelen. Ook de landbouwsector past zich aan door minder te irrigeren en door gewassen te verbouwen die beter bestand zijn tegen zout.